# Help the Aged

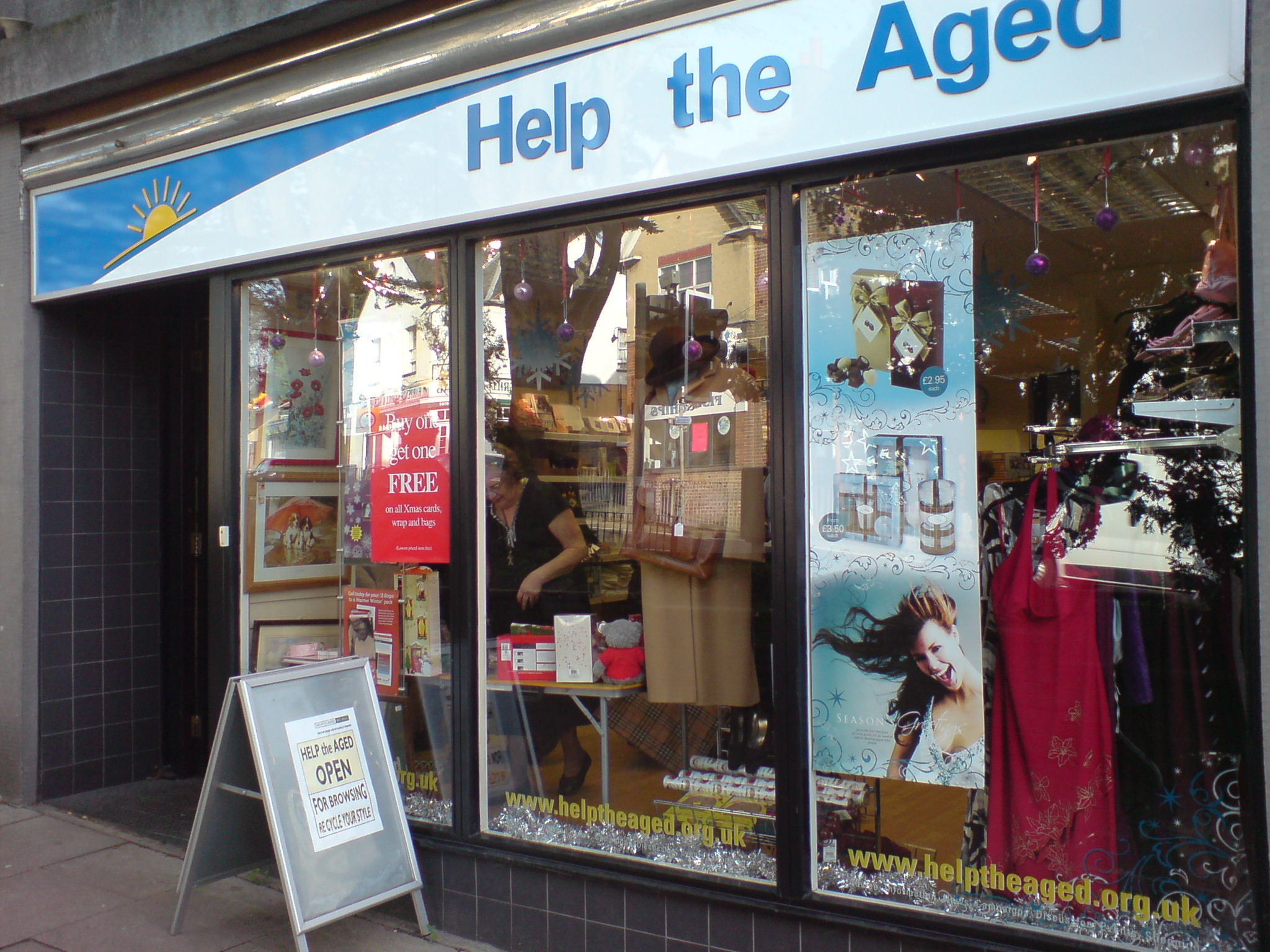
Ladengeschäft von Help the Aged in Harpenden, 2008.

Help the Aged („Helft den Alten“) ist eine 1961 gegründete Wohlfahrtsorganisation im Vereinigten Königreich, die sich die Verbesserung der Lebensbedingungen von Senioren zum Ziel gesetzt hat. 2009 schloss sie sich mit Age Concern zu Age UK zusammen.

## Ziele und Mittel
Im Jahr 2005 nahm die Organisation rund 73,9 Millionen Pfund Sterling ein, davon 33 Mio. aus Spenden und Nachlässen. £ 29,4 Mio. stammen aus Verkaufserlösen der rund 370 Ladengeschäfte, die Help the Aged in Großbritannien und Nordirland betreibt und in denen an die Organisation getätigte Sachspenden, also vor allem gebrauchte Textilien und Gebrauchsgegenstände, vertrieben werden.
Das Geld wird vor allem in der praktischen Seniorenfürsorge verwendet, doch ist die Organisation auch in Entwicklungsländern präsent. So unterstützt sie im Patenschaftsprogramm Sponsor a Grandparent (vormals Adopt a Granny) mehr als 26.000 Senioren vor allem in Südasien, Afrika und Mittelamerika. Weiterhin bietet Help the Aged über Tochterunternehmen auch verschiedene Finanz- und Versicherungsdienstleistungen für Senioren an.
Zugleich versteht sich die Vereinigung als politische Interessenvertretung der britischen Senioren und wirkt durch aktive Lobbyarbeit in den politischen Organen Großbritanniens gegen Altersdiskriminierung in der Gesetzgebung.